# Jizhou, Ji'an
Jizhou är ett stadsdistrikt och säte för stadsfullmäktige i Ji'an i Jiangxi-provinsen i sydöstra Kina. Det ligger omkring 190 kilometer sydväst om provinshuvudstaden Nanchang.